# Fdisk (Microsoft)
Fdisk, che deriva dal termine inglese fixed disk, nel campo informatico è un nome comunemente utilizzato per richiamare da riga di comando un'utility che fornisce all'utente funzioni di partizionamento. Nelle versioni di Windows NT, a partire da Windows 2000, il tool è stato rimpiazzato da un altro software, con funzioni più avanzate, chiamato diskpart.